# Observatoire solaire du Mauna Loa
L’Observatoire solaire du Mauna Loa (Mauna Loa Solar Observatory ou MLSO) est un observatoire construit en 1965 et situé sur les pentes du mont Mauna Loa sur l'île d’Hawaï, États-Unis, qui surveille l'atmosphère solaire et enregistre des données sur les émissions plasmiques et énergétiques de la chromosphère et la couronne solaire. Des études sur les éjections coronales massives sont également menées au MLSO. 
Il est exploité par l’Observatoire de haute altitude (HAO), un laboratoire au sein du National Center for Atmospheric Research (NCAR). Le MLSO est un des instruments de l’Observatoire du Mauna Loa (MLO) de la National Oceanic and Atmospheric Administration (NOAA). Ses instruments enregistrent les images du disque solaire et l'assombrissement centre-bord toutes les 3 minutes durant une période variant de 3 à 10 heures quotidiennement à partir de 17 h 0 UTC lorsque la météo le permet.

## Instruments

### Actuels
Les instruments suivants sont utilisés au MLSO :
- Un polarimètre coronal multi-canaux (CoMP) surveille le champ magnétique dans la couronne solaire en enregistrant la force et la polarisation de la lumière reçue ;
- Un télescope photométrique solaire ce précision (PSPT) produit des images très précises de la photosphère à cinq longueurs d'onde différentes ;
- Un coronographe (K-COR) pour étudier la formation et la dynamique des éjections de masse dans la couronne solaire.

### Anciens
Il y a eu antérieurement divers instruments dont :
- Un système d'observation coronal avancée (ACOS) pour surveiller la chromosphère sur un support partagé ;
- Un Coronado Solarmax 60 (CS60), un petit réfracteur construit par Meade Instruments qui fournissait une observation du disque et des membres Hα ;
- Un photomètre imageur chromosphérique Helium-I (CHIP) pour suivre l'émission de l'hélium non ionisé de la chromosphère ;
- Un polarimètre pour les études internes coronales (PICS) en Hα de 1994 à 1997 qui fut remplacé par le CS60 ;
- Un moniteur numérique de proéminence (DPM) Hα de 1994 à 1997 qui fut remplacé par le PICS ;
- Un moniteur de proéminence (PMON) des membres Hα images sur le film de 1980 à 1994 (remplacé par le DPM) ;
- Un coronographe Mark III-K (Mk3) exploité de 1980 à 1998 et par le MK4 jusqu'en 2013.

### Autres instruments
- L’Array for Microwave Background Anisotropy (AMIBA), un réseau de radio-télescope conçu pour observer le fond diffus cosmologique et l'Effet Sunyaev-Zel'dovich. Il se compose de sept récepteurs 0,58 m sur une monture hexapode[3] ;
- Le Global Oscillations Network Group (GONG) déployé pour étudier l'héliosismologie[4] ;
- Le Variable Young Stellar Object Survey (VYSOS), un projet de suivi des jeunes étoiles et des régions de formation d'étoiles. Il se compose d'un réfracteur de 13,5 cm et d'un autre de 50 cm dans des dômes séparés[5].